# Matías Farinelli
Matías Farinelli (Buenos Aires, Argentina; 11 de noviembre de 1984) es un ex-peleador de Muay Thai y artista marcial mixto argentino que actualmente compite en la categoría de peso gallo de ONE Championship. Siendo un competidor profesional desde 2022, Farinelli previamente compitió en el Circuito Argentino de MMA (CAM), donde fue Campeón de Peso Gallo de CAM.

## Carrera de artes marciales mixtas

### Circuito Argentino de MMA
Farinelli hizo su debut profesional en MMA contra Alejandro Gil el 5 de febrero de 2022, en CAM 6. Ganó la pelea por sumisión (rear-naked choke) en el primer asalto.
Farinelli enfrentó a Anibal Pedrozo el 2 de abril de 2022, en CAM 8. Ganó la pelea por von flue choke en el segundo asalto.
Farinelli enfrentó a Lucas Pereira el 28 de mayo de 2022, en CAM 10. Ganó la pelea por sumisión en el primer asalto.
Farinelli enfrentó a Diego Castaño el 17 de septiembre de 2022, en CAM 13. Ganó la pelea por sumisión (rear-naked choke) en el primer asalto.
En su última pelea en CAM, Farinelli enfrentó a Matías Hernandez por el Campeonato de Peso Gallo de CAM el 12 de noviembre de 2022, en CAM 15. Ganó la pelea y el título por sumisión (guillotine choke) en el segundo asalto.

### ONE Championship
El 23 de noviembre de 2023, se anunció que Farinelli había firmado un contrato con ONE Championship. Farinelli estaba programado para hacer su debut en la promoción contra el filipino Jhanlo Mark Sangiao el 3 de diciembre de 2022, en ONE 164. Sin embargo, Farinelli fue removido de la cartelera luego de haber dado positivo por COVID-19 y fue reemplazado por el debutante Anacleto Lauron.
La pelea contra Jhanlo Mark Sangiao fue reprogramada para el 21 de abril de 2023, en ONE Fight Night 9. Farinelli perdió la pelea por sumisión en el primer asalto.

## Vida personal
Farinelli fue entrenador de la selección nacional argentina de Muay Thai. Es dueño de la academia Squadra Farinelli.

## Campeonatos y logros
- Circuito Argentino de MMA
  - Campeonato de Peso Gallo de CAM (Una vez)

## Récord en artes marciales mixtas
| Récord profesional | Récord profesional | Récord profesional |
| 5 peleas           | 5 victorias        | 1 derrotas         |
| ------------------ | ------------------ | ------------------ |
| Sumisión           | 5                  | 1                  |

| Resultado | Récord | Oponente            | Método                      | Evento            | Fecha                    | Ronda | Tiempo | Localización | Notas                                    |
| --------- | ------ | ------------------- | --------------------------- | ----------------- | ------------------------ | ----- | ------ | ------------ | ---------------------------------------- |
| Derrota   | 5–1    | Jhanlo Mark Sangiao | Sumisión (kneebar)          | ONE Fight Night 9 | 21 de abril de 2023      | 1     | 0:58   | Bangkok      | Pelea en peso pactado (149.75 lbs).      |
| Victoria  | 5–0    | Matías Hernandez    | Sumisión (guillotine choke) | CAM 15            | 12 de noviembre de 2022  | 2     | 2:06   | Buenos Aires | Ganó el Campeonato de Peso Gallo de CAM. |
| Victoria  | 4–0    | Diego Castaño       | Sumisión (rear-naked choke) | CAM 13            | 17 de septiembre de 2022 | 1     | 4:26   | Buenos Aires |                                          |
| Victoria  | 3–0    | Lucas Pereira       | Sumisión                    | CAM 10            | 28 de mayo de 2022       | 1     | 1:19   | Buenos Aires | Debut en peso gallo.                     |
| Victoria  | 2–0    | Anibal Pedrozo      | Sumisión (Von Flue choke)   | CAM 8             | 2 de abril de 2022       | 2     | 2:01   | Buenos Aires |                                          |
| Victoria  | 1–0    | Alejandro Gil       | Sumisión (rear-naked choke) | CAM 6             | 5 de febrero de 2022     | 1     | 1:15   | Buenos Aires | Debut en peso pluma.                     |